# サンクルー競馬場

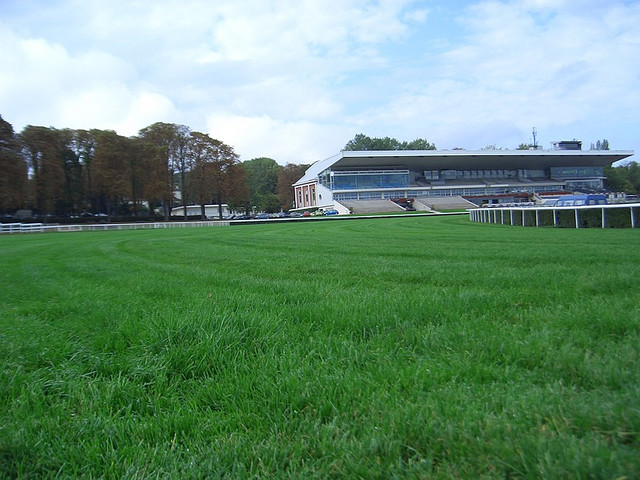
芝コースとメインスタンド

サンクルー競馬場(サンクルーけいばじょう、仏：Hippodrome de Saint-Cloud)は、フランスのイル＝ド＝フランス地域圏オー＝ド＝セーヌ県、サンクルーに位置する競馬場。サンクルー大賞を始めとした、国際級の大レースを開催する競馬場のひとつとして有名である。
パリ・エトワール凱旋門より西へ7kmほど、ロンシャン競馬場からセーヌ川を挟んで2kmほどに位置している。

## 歴史
1901年にオーナーブリーダーであった実業家エドモン・ブランがパリ郊外サンクルーに開設した競馬場である。サンクルー競馬場で開催されるエドモンブラン賞は、彼の没後にその功績を称えて創設されたものである。
1919年、サンクルー競馬場は後にオーナーブリーダーとなる実業家マルセル・ブサックが買い取り、フランススポーツ奨励協会に貸与する形で運営されていた。1974年に所有権がフランススポーツ奨励協会に正式に移動、その後組織統合によりフランスギャロの管轄する競馬場となった。
最寄り駅にルヴァルドール駅がある。

## コース
馬場は芝のみ、1周は2,300メートルの馬蹄型に近い左回りコース。直線約500メートルで、やや上り坂となっている。900メートルの直線コースも存在する。
800メートルから3,100メートルまでの距離戦が開催される。

## 主な競走
- サンクルー大賞
- クリテリウムドサンクルー
- ロワイヤルオーク賞
- ウジェーヌアダム賞

## ギャラリー

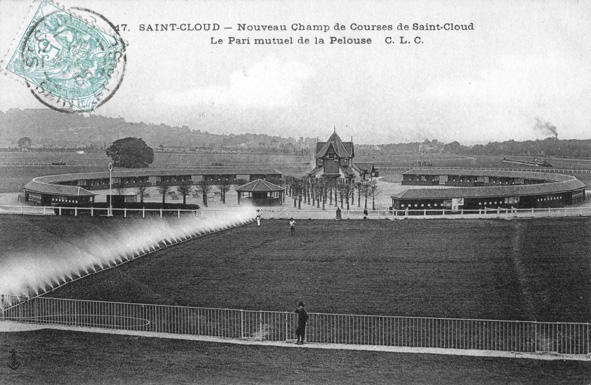
サンクルー競馬場（1905年）
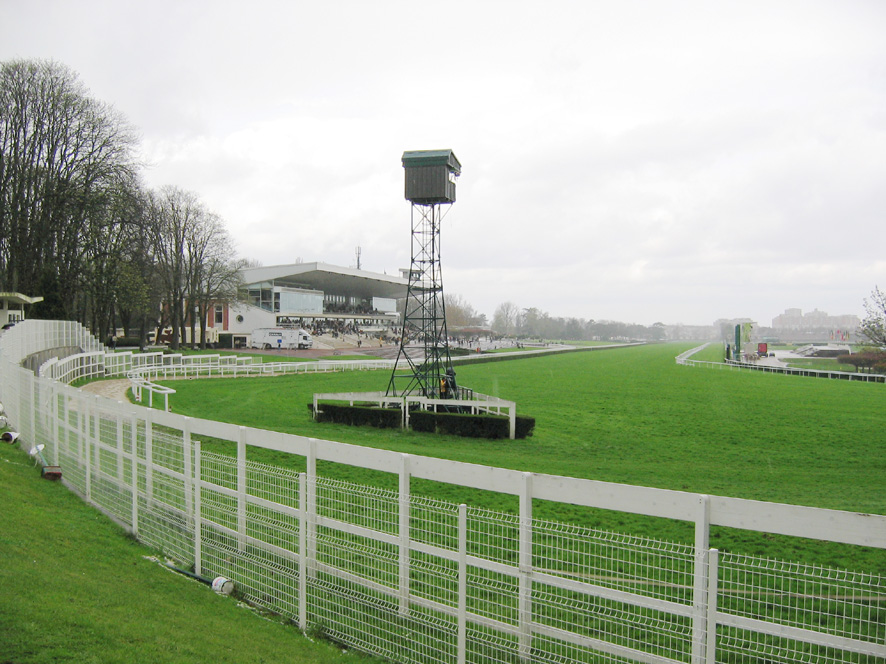
サンクルー競馬場（2005年）